# Eugenie Pippal-Kottnig
Eugenie Pippal-Kottnig (eigentlich Eugenia Pippal, geborene Kottnig, * 10. Januar 1921 in Anschero-Sudschensk, Tomsk; † 21. Juli 1998 in Wien) war eine österreichische Architektin.

## Leben
Eugenie (Eugenia) Kottnigs Vater, der in Wien geborene Karl Kottnig, war Kriegsgefangener in Anschero-Sudschensk. Mit dem letzten Kriegsgefangenentransport nach Österreich übersiedelte die Familie im Sommer 1921 nach Wien. Die damals bestehende Möglichkeit, schon ab dem 14. Lebensjahr an der Kunstgewerbeschule (später Hochschule für angewandte Kunst, heute Universität für angewandte Kunst Wien) inskribieren zu können, nutzte Eugenie Kottnig im Jahr 1935, unmittelbar nach dem Hauptschulabschluss, ihr Architekturstudium bei Otto Niedermoser und Franz Schuster aufzunehmen. 1940 schloss sie ihr Studium als Diplomarchitektin ab und arbeitete dort fortan bis 1946 als Assistentin bei ihrem Professor Franz Schuster. Ab 1946 arbeitete sie als freischaffende Architektin in Wien.
Ihr Interesse für die Entwicklung der abendländischen Kunst und deren Techniken, die ihr gesamtes Leben bestimmen sollte, wurde im Rahmen des Studiums durch eine Reihe allgemeinbildender Fächer wie Kunstgeschichte und Ähnliche geweckt. Ihre Affinität galt neben dem Entwerfen auch der ornamentalen Schrift und Baustatik.
1943 heiratete sie den eben erst schwer verwundet aus dem Krieg zurückgekehrten österreichischen Maler Hans Robert Pippal. Ihre Tochter Martina, die als Kunsthistorikerin und Künstlerin in Wien lebt, wurde 1957 geboren. Am 21. Juli 1998 verstarb Eugenie Pippal-Kottnig im Alter von 77 Jahren in Wien. Ihr ehrenhalber gewidmetes Grab, in dem im November 1998 auch ihr Ehemann Hans Pippal beerdigt wurde, befindet sich auf dem Döblinger Friedhof (Gruppe 6, Reihe 1, Nr. 10).

## Werk und Wirken
Unmittelbar nach ihrem Studienabschluss begann sie ihre Tätigkeit als Assistentin bei Professor Franz Schuster in dessen Meisterklasse. In dieser Zeit fertigte sie u. a. sämtliche Konstruktionszeichnungen für das Buch Treppen aus Stein, Holz und Eisen. Entwurf, Konstruktion und Gestaltung kleiner und großer Treppenanlagen (Die Bauelemente III) an, das 1943 unter dem Namen von Franz Schuster im Julius Hoffmann Verlag Stuttgart erschien. Damit bahnten sich Differenzen an, die 1946 dazu führten, dass Eugenie Pippal-Kottnig ihre Stelle zugunsten einer freischaffenden Tätigkeit aufgab. Gemeinsam mit ihrem Mann arbeitete sie über fünf Jahrzehnte im gemeinsamen Atelier in der Josefstädter Alser Straße 35.
Ende der 1940er Jahre und in den 1950er Jahren nahm Eugenie Pippal-Kottnig an mehreren Wettbewerben für Bauaufgaben in Wien und den österreichischen Bundesländern teil. Dabei verband sie die Grundsätze der Architektur der internationalen Moderne mit urbanistischen Überlegungen, bei denen der Außenraum stets als Lebensraum begriffen ist. Im selben Zeitraum entstanden Illustrationen für das Österreichbuch, herausgegeben von Ernst Marboe und durch Veduten von Hans Robert Pippal geprägt. Das in erster Auflage 1948 und später in mehreren weiteren Auflagen, auch in den Sprachen der Alliierten publizierte Österreichbuch sollte die Identität Österreichs betonen und damit der Eigenstaatlichkeit den Boden bereiten. In der Wiederaufbauzeit schuf Eugenie Pippal-Kottnig gemeinsam mit ihrem Mann u. a. die Deckenmosaike für die Oktogone im Foyer des 2. Ranges des Wiener Burgtheaters.
Die späten 1940er und 1950er Jahre waren auch die Zeit ausgedehnter Reisen des Ehepaars nach Südfrankreich, Spanien, Schweden, Nordamerika etc. Später war es vor allem Italien und hier insbesondere die Kunst der Renaissance, die über Jahrzehnte Anziehungspunkte bildeten.
Die Geburt ihrer Tochter Martina führte zu keiner wesentlichen Einschränkung des beruflichen Engagements. 1958/59 wurde die Privatwohnung der Familie Pippal in Wien-Döbling (Hungerbergstraße 2) inklusive der Einbaumöbel nach ihren Plänen und Entwürfen errichtet.
Ab den 1960er Jahren folgten zahlreiche Planungen für den kommunalen Wohnbau im Auftrag der Gemeinde Wien, wobei Eugenie Pippal-Kottnig die Großanlagen, die im Zuge des „Wirtschaftswunders“ in den Außenbezirken entstanden, im Rahmen eines Teams (von letztlich aber autonomer Architekten) entwarf. Mehrfach wurde sie, obgleich die einzige Frau unter männlichen Kollegen, aufgrund ihrer Effizienz mit der Federführung betraut.
In Vielem war Eugenie Pippal-Kottnig ihrer Zeit voraus, etwa wenn sie Mitte der 1970er Jahre der Gemeinde Wien vorschlug, die Wohnbauten des „Roten Wien“ durch Pläne zu erfassen und kunsthistorisch aufzuarbeiten; dieses Projekt und die von ihr vorgesehene Publikation Bautätigkeit der Gemeinde Wien, Band I, 1918–1934 wurde abgelehnt, ebenso wenig Verständnis hatte die zuständige Magistratsabteilung damals für ihre zukunftsweisenden architektonischen Vorschläge, etwa jenen Anfang der 1980er Jahre vorgebrachten, die Nassräume an die Straßenseite zu verlegen und mit schlitzförmigen Fenstern zu versehen, die Wohnräume indes auf den Hof respektive Garten zu orientieren.
Schon in den 1970er Jahren hatten die strikten Planungsvorgaben der Gemeinde Wien beim kommunalen Wohnbau einerseits und die großen Aufträge, die ihr Mann in dieser Zeit ausführte, andererseits dazu geführt, dass sich Eugenie Pippal-Kottnig vermehrt der Zusammenarbeit mit ihrem Mann widmete. An großen Projekten war die ganze Familie beteiligt, beispielsweise an Textilapplikationsarbeiten für das Wiener Rathaus (1963), Mosaiken für den kommunalen Wohnbau („Kunst am Bau“; 1950er bis 1970er Jahre) und diversen Emailarbeiten für die Aufbahrungshallen der Wiener Städtischen Bestattung (1970er und 1980er Jahre). Der Wunsch, dennoch auch in ihrem eigenen Beruf tätig zu sein, ließ Eugenie Pippal-Kottnig aber immer wieder eigene Aufträge übernehmen. Ihre Pläne bezeugen durchwegs nicht nur ihre planerische, sondern auch ihre graphische Begabung, wobei sie es immer verstand, mit einem Mindestmaß an technischen Hilfsmitteln (elektronische waren noch gänzlich unbekannt) große Wirkung zu erzielen.

### Teilnahme an Ausstellungen
- 1954: Architektur in Österreich 1945-54 in Wien, veranstaltet von der Zentralvereinigung der Architekten in der Berufsvereinigung der bildenden Künstler Österreichs

### Teilnahme an Wettbewerben
- 1946: Wettbewerb Wiener Donaukanal (Projekt 1631021)
- 1949: Wettbewerb Knaben- und Mädchenhauptschule in Bregenz-Vorkloser (Projekt 574434)
- 1953: Wettbewerb Museum der Stadt Wien (Alternativprojekte 721120 [80] und 721120a [80a])
- 1957: Wettbewerb für ein Hochhaus für die Firma Franck und Kathreiner in Linz

### Bauplanung
- 1954/55: Wohnhaus im Auftrag der Firma Frank und Kathreiner in Linz-Waldegg

### Mosaike
- 1955: gemeinsam mit Hans Robert Pippal Deckenmosaike für die Oktogone im Foyer des 2. Ranges am Wiener Burgtheater

### Buchillustrationen
- Das-Österreich-Buch von Ernst Marboe (Hrsg.), über Auftrag des Bundespressedienstes; Buchillustration: Architekturdarstellungen, Karten und Pläne von Eugenie Pippal-Kottnig; Landschaftsbild und Figurales von Hans Robert Pippal; Mode, Tracht und Figurales von Elli Rolf; Schrift und Allgemeine Buchgestaltung: Epi Schlüsselberger; Verlag der Österreichischen Staatsdruckerei, Wien 1948.

### Einzelauftrag der Stadt Wien
- Pohlgasse 52 (Meidling), errichtet 1973–1975[3]

### Gemeinschaftsaufträge der Stadt Wien

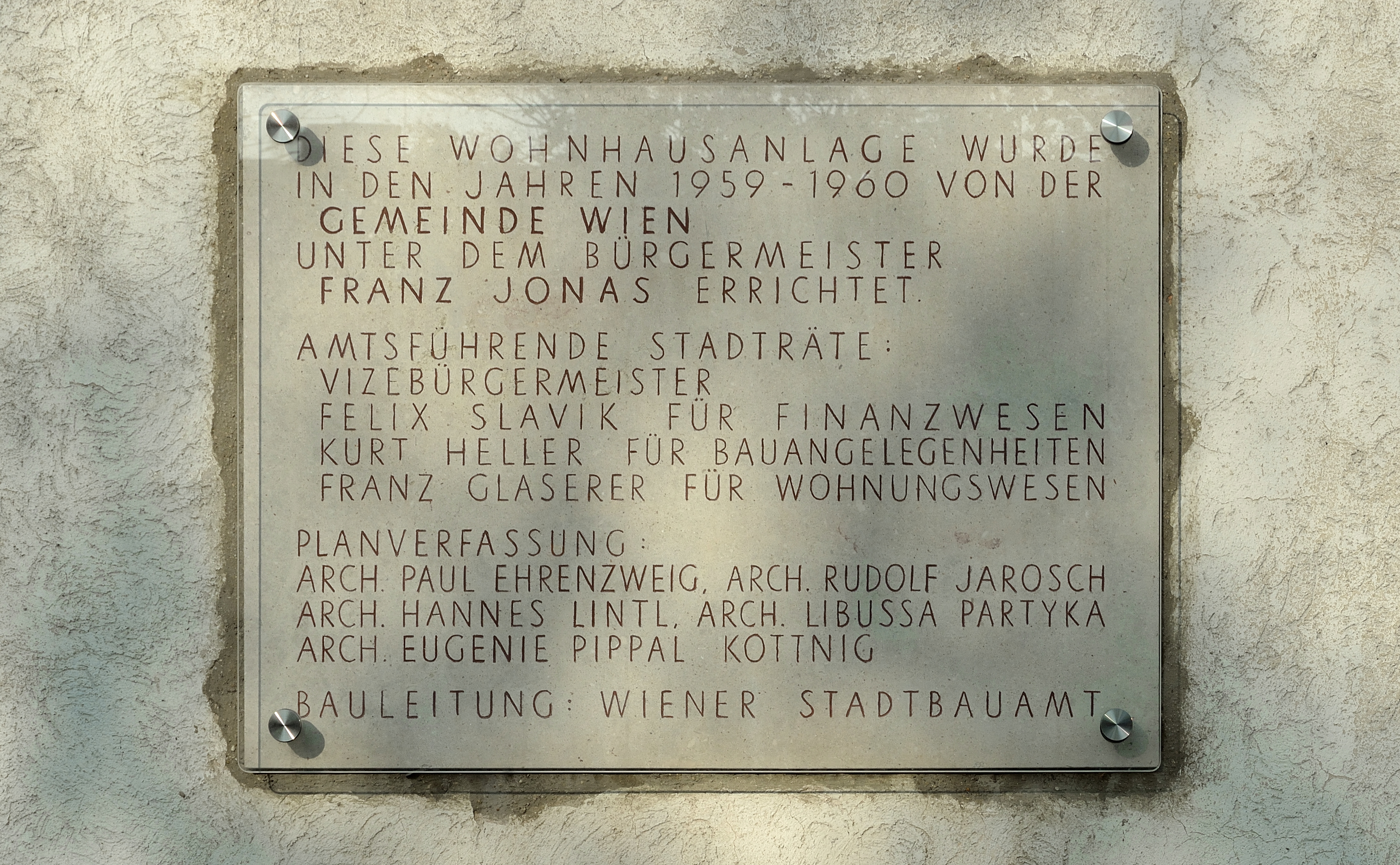
Infotafel an der Wohnhausanlage in der Raxstraße 38

- Schrödingerhof, Gußriegelstraße 42–50 (Favoriten), errichtet 1959–1963[4]
- Raxstraße 38 (Favoriten), errichtet 1961–1963[5]
- Anton-Schmid-Hof, Pappenheimgasse 31 (Brigittenau), errichtet 1964–1966[6]
- Pantucekgasse 33 (Simmering), errichtet 1969–1970[7]
- Thürnlhofstraße 20–24 (Simmering), errichtet 1971–1972[8]
- Pantucekgasse 9–11 (Simmering), errichtet 1972–1973[9]
- Zirkusgasse 30 (Leopoldstadt), errichtet 1981–1983[10]
- Weintraubengasse 6–10 (Leopoldstadt), errichtet 1982–1983[11]
- Weintraubengasse 13 (Leopoldstadt), errichtet 1982–1983[12]

### Planmaterial
Das Planmaterial von Eugenie Pippal-Kottnig befindet sich im Wien Museum.